# Kameanîi Brid, Uleanovka
Kameanîi Brid (în ucraineană Кам'яний Брід) este localitatea de reședință a comunei Kameanîi Brid din raionul Uleanovka, regiunea Kirovohrad, Ucraina.

## Demografie
Componența lingvistică a localității Kameanîi Brid
     Ucraineană (98,35%)
     Rusă (1,43%)
     Alte limbi (0,22%)
Conform recensământului din 2001, majoritatea populației localității Kameanîi Brid era vorbitoare de ucraineană (98,35%), existând în minoritate și vorbitori de rusă (1,43%).